# 李菄峻
李菄峻，原名李文勳，臺灣戲曲小生、導演，前臺灣戲曲學院講師，因性侵害未成年學生被解聘。擅長京劇、客家戲、歌仔戲。

## 生平
10歲進入復興劇校京劇科，18歲加入榮興客家採茶劇團，以演員和導演的身份活躍於戲曲界。2021年加入唐美雲歌仔戲團。

## 爭議

### 對學生施暴
2017年5月，李菄峻被投訴飛踢一名臺灣戲曲學院客家戲科高職部女學生5次，校方與李菄峻因而出面道歉，李表示自己情緒失控才對學生體罰。

### 性侵學生
2023年6月，臺灣#MeToo運動期間，李菄峻被控指性侵未成年學生，例如：半夜強制脫褲並撫摸、吸吮性器官，甚至有人表示李的行為長達20年。臺灣戲曲學院表示：即日起暫停涉案老師的授課與行政職務，已完成校安通報，將召開性平會議。李菄峻則表示性侵指控是抹黑。李菄峻原本要參加唐美雲歌仔戲團演出，劇團發聲明稿表示：確定換角。
臺灣戲曲學院性平會2024年2月27日認定李菄峻性侵害5位學生之行為屬實，決議解聘且終身不得聘任為教師。
此外，李菄峻疑似「借名或冒名演出」，反告受害學生誹謗，更到監察院反應不該點出他的本名。
2025年2月，監察院的調查報告指出：
- 李菄峻在2004年7月至12月間，對14歲之住宿學生性侵，在電話中竟質問被害學生為何跟其他老師申訴，強迫「被害學生向他道歉」。
- 2009年，李菄峻再次被檢舉性侵害學生，並在調查會議後以電話責罵受害者，甚至利用權勢關係持續性侵學生。
- 李菄峻的乾媽梁月孆（臺灣戲曲學院京劇團團長）是戲曲界大老，包庇李菄峻的關鍵人物。

臺灣戲曲學院處理不當、涉嫌「吃案」，導致二人持續接觸學生，教育部也沒有持續追蹤，因而對臺灣戲曲學院和教育部提出糾正案。

### 被解聘後仍活躍於業界，甚至邀學生至住處排練
2025年3月，人本教育基金會與立委開記者會指出，李菄峻為了編排客家電視台的節目，把學生帶到他的住處排練。受訪學生表示，當時不知排練地點為李菄峻的住家，排演過程非常害怕。
臺灣戲曲學院發布聲明，李菄峻雖被解聘，但仍透過匿名等多種方式，活躍於業界，甚至招攬學生，會加強提醒學生及教職員工，避免接觸爭議人士並通報校方。
客家電視台聲明，該節目企劃書、工作人員名單及訪談關鍵人物中均未見李菄峻，對於相關事態深表遺憾，將在兩週內提出調查報告。